# Teucrium kotschyanum
Teucrium kotschyanum là một loài thực vật có hoa trong họ Hoa môi. Loài này được Poech miêu tả khoa học đầu tiên năm 1842.